# James Vicary
James McDonald Vicary (* 30. April 1915 in Detroit; † 7. November 1977) war ein US-amerikanischer Marktforscher, der 1957 mit einem angeblichen Experiment zur Wirksamkeit unterschwelliger Werbung (engl. subliminal advertising) weltweit bekannt wurde.

## Leben
Vicary studierte an der University of Michigan, an der er 1940 seinen Artium Baccalaureatus-Abschluss (A.B.) machte. Schon an der Universität leitete er das Bureau of Student Opinion.
Er arbeitete danach für verschiedene Unternehmen, so für die Kaufhauskette J. L. Hudson, den Verlag Crowell-Collier, das Marktforschungsunternehmen Benson and Benson in Princeton und die Werbeagentur Benton and Bowles in New York. Schließlich gründete er mit der James M. Vicary Company eine eigene Werbe- und Marktforschungsfirma, mit der er erfolgreich für private und öffentliche Auftraggeber tätig war. Daneben publizierte er ab den 1940er Jahren in einigen renommierten Fachzeitschriften, darunter im Harvard Business Review, dem an der Universität Oxford erscheinenden Public Opinion Quarterly und Printer’s Ink. Er veröffentlichte u. a. über Themen wie „Wortassoziationen“ und den Gebrauch von wissenschaftlichen Theorien und Erkenntnissen in Werbung und Marktforschung, beispielsweise der Gestalttheorie. Ferner war er Mitglied zahlreicher Fachorganisationen, so der American Psychological Association, American Sociological Society, American Statistical Association, Society for Applied Anthropology und der American Marketing Association. In der American Association for Public Opinion Research war er Vorsitzender der Arbeitsgruppe für „Projektionstechnik“ (“Progress in Projective Techniques”).

## Vicarys Experiment
1957 behauptete Vicary, er habe in einem Experiment mit Kinobesuchern nachgewiesen, dass wiederholte kurze und damit unbemerkbare Einblendungen von Werbebotschaften die Zuschauer beeinflussen könnten. Nach Einblendung der Botschaft „Iss Popcorn, trink Cola“ sei der Umsatz von Cola um 18 %, der von Popcorn um etwa 58 % gesteigert worden. Seine Iss-Popcorn-trink-Cola-Studie ging um die ganze Welt und führte dazu, dass einige Staaten den Gebrauch unterschwelliger Werbung unter Strafe stellten. In Deutschland etwa ist die Anwendung eine „Ordnungswidrigkeit“. Selbst die CIA beschäftigte sich mit der Wirksamkeit der Methode. Vicary konnte allerdings keine Unterlagen für den Versuch vorlegen. Wiederholungen des Experiments in abgewandelter Form wurden bereits in den späten 1950er Jahren durchgeführt und seitdem mehrfach wiederholt, ohne die von Vicary beschriebenen Ergebnisse verifizieren zu können.
In einem 1962 veröffentlichten Interview gab Vicary schließlich zu, dass es das Experiment so nie gegeben habe. Einziger Zweck sei gewesen, für sein gerade gegründetes, noch umsatzschwaches Marketing-Unternehmen neue Kunden zu gewinnen. Die Verbreitung der angeblichen Ergebnisse der Studie in den Medien sorgte jedoch dafür, dass das Thema bis heute als moderner Mythos verbreitet wird und ein erheblicher Anteil der US-Bürger noch immer an die Wirksamkeit subliminaler Werbung glaubt.

## Weiteres Leben
Die verbreitete Meinung, die Popcorn-trink-Cola-Studie habe Vicary großen Nutzen gebracht, lässt sich nicht erhärten. Im Gegenteil: Das Fiasko der gefälschten Studie scheint Vicary beruflich ernsthaft geschadet zu haben. Es gab zwar Gerüchte, wonach Werbeagenturen Vicary unmittelbar nach Bekanntgabe seines angeblichen Experiments Beratungshonorare von mehr als 4,5 Millionen Dollar gezahlt hätten. Aber seine extra für die Vermarktung dieser Idee gegründete Firma Subliminal Projection Company ging schon im Juni 1958 in Konkurs. Und ab Ende der 1950er Jahre sind auch keine Veröffentlichungen Vicarys in Fachzeitschriften mehr nachweisbar.
Ein Nachlassbestand Vicarys wird im Archiv des Thomas J. Dodd Research Center der University of Connecticut verwahrt. Vicarys Todesdatum ist dort nicht vermerkt. Die Aufzeichnungen enden aber mit dem Jahr 1967.